# Nils Blixt
Nils Herbert Blixt, född 17 april 1920 i Sörmåsen, Simeå, Undersviks socken, Hälsingland, död 24 mars 2008, var en svensk träkonstnär.

## Biografi
Föräldrar var Johanna och Johan Blixt. När Nils var liten flyttade familjen till Gruvbyn vid Vallstabyn. Vid tolv års ålder 1932 började Nils arbeta i skogen tillsammans med sin far. Nils var liten och spänslig så arbetet i skogen blev för tungt för honom, han bestämde sig för att bli målare i stället och gick en utbildning på verkstadskola i Sandarne. Därefter en två års målarutbildning och började därefter som lärling hos målarmästare Jonas Lif från Lifstorpet i Orbaden. Där lärde sig Nils gamla tekniker som ådermålning och marmorering.
År 1943 träffade Nils sin blivande hustru Karin Eriksson. Nils och Karin gifte sig 1948.De bosatte sig sedan i Orbaden. De köpte sedan ett hus i Vallstabyn inte långt från Nils barndomshem i Gruvbyn. Nils och Karin köpte 1979 knekten Anders Rasks torp, det kallades för Raskmors efter knektens hustru Karin. Torpet restaurerades varsamt och Nils inredde en ateljé i storstugan. Där arbetade Nils med trä och Karin med väv och garner.

## Inspirationskällor
Näverjollen Jonas Johansson (1793–1875). Jonas Johansson var den förste som tillverkade näverburkar med mönster. Nils såg några av näverburkarna tillverkade av Jons Näverjollen Johansson på 50-talet och blev sedan ägare till fyra av dem. Nils blev mycket inspirerad av Näverjollens alster och i början av 1980-talet började Nils själv tillverka burkar av näver.